# La Combattante (film)
Pour les articles homonymes, voir La Combattante.
Pour plus de détails, voir Fiche technique et Distribution.
La Combattante est un film français réalisé par Camille Ponsin et sorti en 2022. 

## Synopsis
À 90 ans, Marie-José Tubiana, ethnologue retraitée, qui travailla avec Jean Rouch, rend compte des témoignages de réfugiés du Darfour rescapés du génocide. Elle les reçoit dans son appartement à Paris et les aide pour qu'ils bénéficient de l'asile.

## Fiche technique
- Titre : La Combattante
- Réalisation : Camille Ponsin
- Photographie : Camille Ponsin
- Son : Emmanuel de Boissieu et Sabrina Calmels
- Musique : Pauline Buet, Jonathan Saguez et Emmanuel Touchar
- Montage : Luc Martel
- Production : Minima Productions
- Pays de production :  France
- Distribution : KMBO
- Durée : 94 minutes
- Date de sortie : France - 28 septembre 2022

## Distinctions

### Récompenses
- Prix Mondes en regards et Prix Fleury Doc du Festival international Jean Rouch 2022[1],[2]
- Grand prix du documentaire national au Festival international de programmes audiovisuels documentaires de Biarritz 2022[3]

### Sélections
- Festival international du film francophone de Namur[4]
- Rencontres Gindou Cinéma 2022[3]